# Wiktor Franzewitsch Schdanowitsch

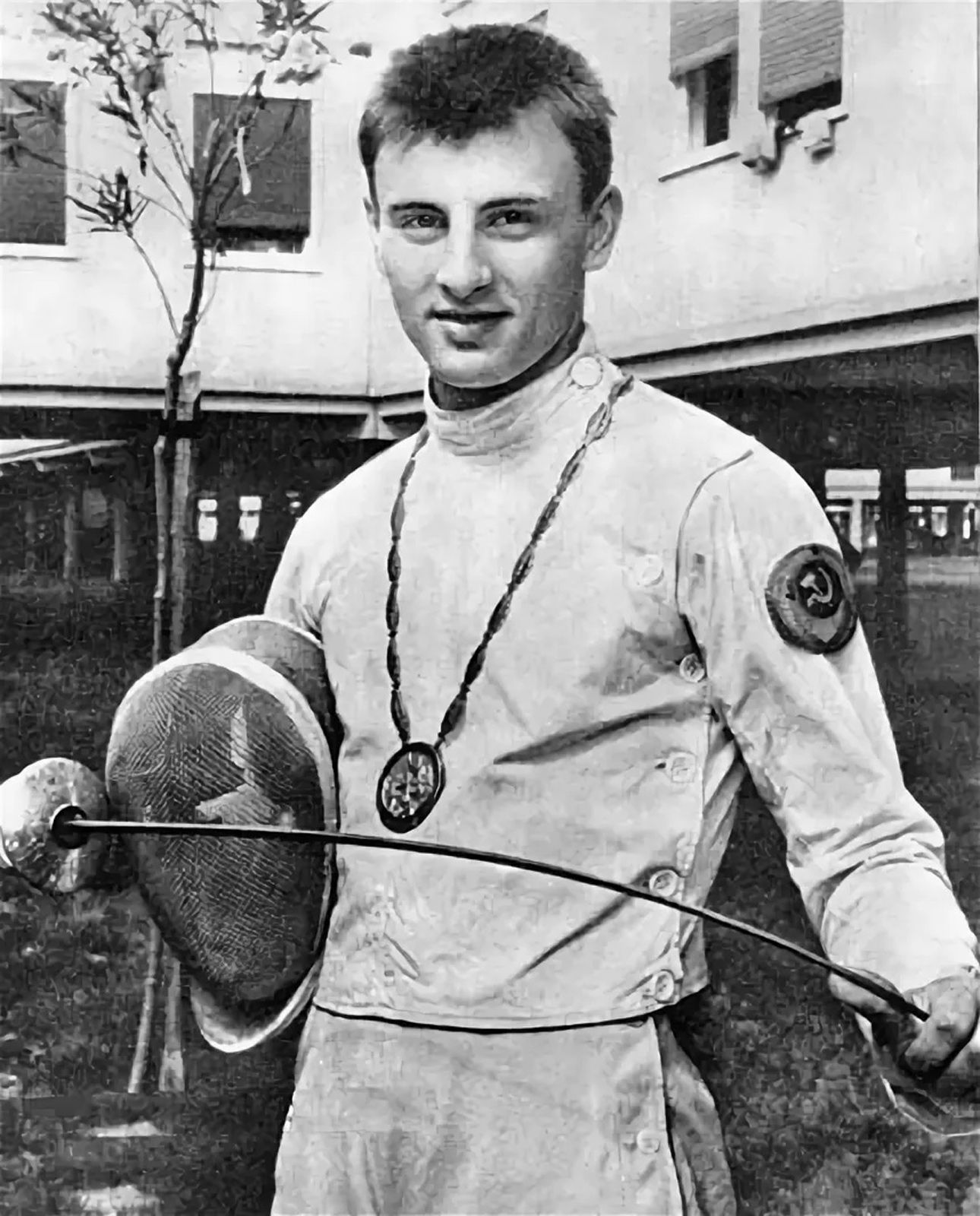
Wiktor Franzewitsch Schdanowitsch – sowjetischer Fechter

Wiktor Franzewitsch Schdanowitsch (russisch Виктор Францевич Жданович; * 27. Januar 1938 in Leningrad) ist ein ehemaliger russischer Fechter, der mit dem Florett drei olympische Goldmedaillen für die Sowjetunion gewann.

## Erfolge
Schdanowitsch begann 1953 mit dem Fechtsport. Mit der sowjetischen Mannschaft nahm er bereits an den Olympischen Spielen 1956 in Melbourne teil, scheiterte aber im Semifinale an den Mannschaften aus Ungarn und Frankreich. Bei der Fechtweltmeisterschaft 1959 in Budapest gewann er zusammen mit Mark Midler, Juri Sissikin, German Sweschnikow und Juri Rudow den Weltmeistertitel in der Mannschaftswertung. Im Einzel gewann der Brite Allan Jay.
Bei den Olympischen Spielen 1960 in Rom gelang ihm im Einzelwettbewerb des Finales mit sieben Siegen aus sieben Gefechten der klare Gewinn der Goldmedaille vor seinen Mannschaftskameraden Juri Sissikin und Mark Midler. Die Mannschaft siegte im Finale über die Italiener. Die Mannschaftsbesetzung war identisch mit der Weltmeisterschaft 1959.
In weitgehend gleicher Besetzung gewann die sowjetische Mannschaft auch bei den Fechtweltmeisterschaften 1961, 1962 und 1963; 1962 fehlte Rudow, 1963 fehlte Sissikin.
Bei den Olympischen Spielen 1964 kam Schdanowitsch im Einzelwettbewerb in die Runde der letzten 16, schied dann aber wie auch Midler und Sweschnikow aus. Im Finale gewann der Pole Egon Franke gegen den französischen Einzelweltmeister Jean-Claude Magnan. Im Mannschaftswettbewerb trat die Sowjetunion mit Sweschnikow, Midler, Sissikin, Juri Scharow und Schdanowitsch an. Im Halbfinale gewannen sie gegen Frankreich mit 9:6; im Finale besiegten sie die Polen mit 9:7.